# Ана Павловић
Ана Павловић (Београд, 1973) је примабалерина у Народном позоришти у Београду, више од 25  година. Од Фебруара 2022. године је Уметничка директорка Балета Народног позоришта у Београду.

## Биографија
Ана Павловић рођена 12.11.1973. у Београду. Завршила је средњу балетску школу „Лујо Давичо” у Београду 1991. године. Као ученица, у Балету Народног позоришта игра главну улогу у балету Бајадера (II чин,  Сенке). Године 1991. усавршава се на летњем курсу „Галина Уљанова” и исте године добија ангажман у Опери у Грацу (Аустрија). Од 1993. је члан Балета Народног позоришта у Београду, а године 1998. добија звање први солиста балета, да би 1999. била промовисана у првакињу балета.
Учествовала је на престижном Гала фестивалу „Звезде 21. века” у Тетару Шанзелизе у Паризу, септембра 2009. Добитница је бројних признања. Одиграла је незаборавно главне роле у великим класичним и неокласичним балетима, а са сцене је отишла у тишини. 

## Главне улоге
- Успавана лепотица (В. Логунов)
- Жена (Л. Пилипенко)
- Лабудово језеро (Д. Парлић)
- Дон Кихот (В. Логунов)
- Сан о ружи (М. Фокин)
- Слике (Л. Пилипснко)
- Доктор Џекил и мистер Хајд (В. Логунов)
- Ромео и Јулија (Д. Парлић)
- Жизела (Л. Лавровски)
- Ко то тамо пева (С. Зуровац)
- Пакита (П. и Љ. Добријевић)
- Франческа да Римини (П. и Љ. Добријевић)
- Кавез (Л. Пилипенко)
- Дон Кихот (В. Васиљев)[4]

## Главне улоге у Камерној опери Мадленијамнум
- Нижински — Златна птица (К. Симић)
- Волфганг Амаде (Р. Занела)

## Гостовања
Швајцарска, Колумбија, Босна и Херцеговина, Грчка, Мексико, Шпанија, Француска

## Награде
- Добитница награде “Димитрије Парлић” за изузетну уметничко – техничку интерпретацију у сезони 2008 – 2009.
- Добитница награде “Златни беочуг” 2010 године за допринос култури града Београда
- Добитница новоустановљеног признања “Терпсихора” (2012) које се додељује балетским ствараоцима из Србије
- Наградa Народног позоришта за врхунско уметничко остварење у оквиру репертоара Народног позоришта, за главну улогу у балету „Копелија“
- Печат Народног позоришта, који се по одлуци управника, додељује поводом посебног доприноса животу и раду Народног позоришта (2022)[3]